# Liste der Kulturdenkmäler in Arft
In der Liste der Kulturdenkmäler in Arft sind alle Kulturdenkmäler der rheinland-pfälzischen Ortsgemeinde Arft aufgeführt. Grundlage ist die Denkmalliste des Landes Rheinland-Pfalz (Stand: 27. Oktober 2023).

## Einzeldenkmäler
| Bezeichnung | Lage            | Baujahr | Beschreibung               | Bild |
| ----------- | --------------- | ------- | -------------------------- | ---- |
| Wegekreuz   | Bergstraße Lage | 1688    | Wegekreuz, bezeichnet 1688 | BW   |